# ساعة علي أمجد
ساعة علي أمجد ((بالبنغالية: আলী আমজদের ঘড়ি)‏) هو أقدم برج ساعة في بنغلاديش يقع على ضفة نهر سورما في مدينة سيلهيت. وهي معروفة محليًا باسم «غوري غار» وموقع جذب سياحي شهير بجوار جسر كين.

## تاريخ
شيد البرج عام 1872 من قبل والد علي أمجد، نواب مولفي علي أحمد خان، قبل عامين فقط من ولادته. نواب علي أمجد خان كان ثامن نواب في ملكية بريثيمباشا في كولورا، مولفيبازار.
تذكر قصيدة قديمة شهيرة عن مدينة سيلهيت الساعة:
درج شادني غات وساعة علي أمجد ولحية بانكو بابو ومنزل جيتو ميا
يُترجم هذا إلى «خطوات شانيغات ولحية بونكو بابو ومنزل جيتو مياه وساعة علي أمزاد»، وكلها معالم محلية.